# Gmina Mionica
Gmina Mionica (serb. Opština Mionica / Општина Мионица) – gmina w Serbii, w okręgu kolubarskim. W 2018 roku liczyła 13 080 mieszkańców.